# یادبود نبرد ساردارآباد

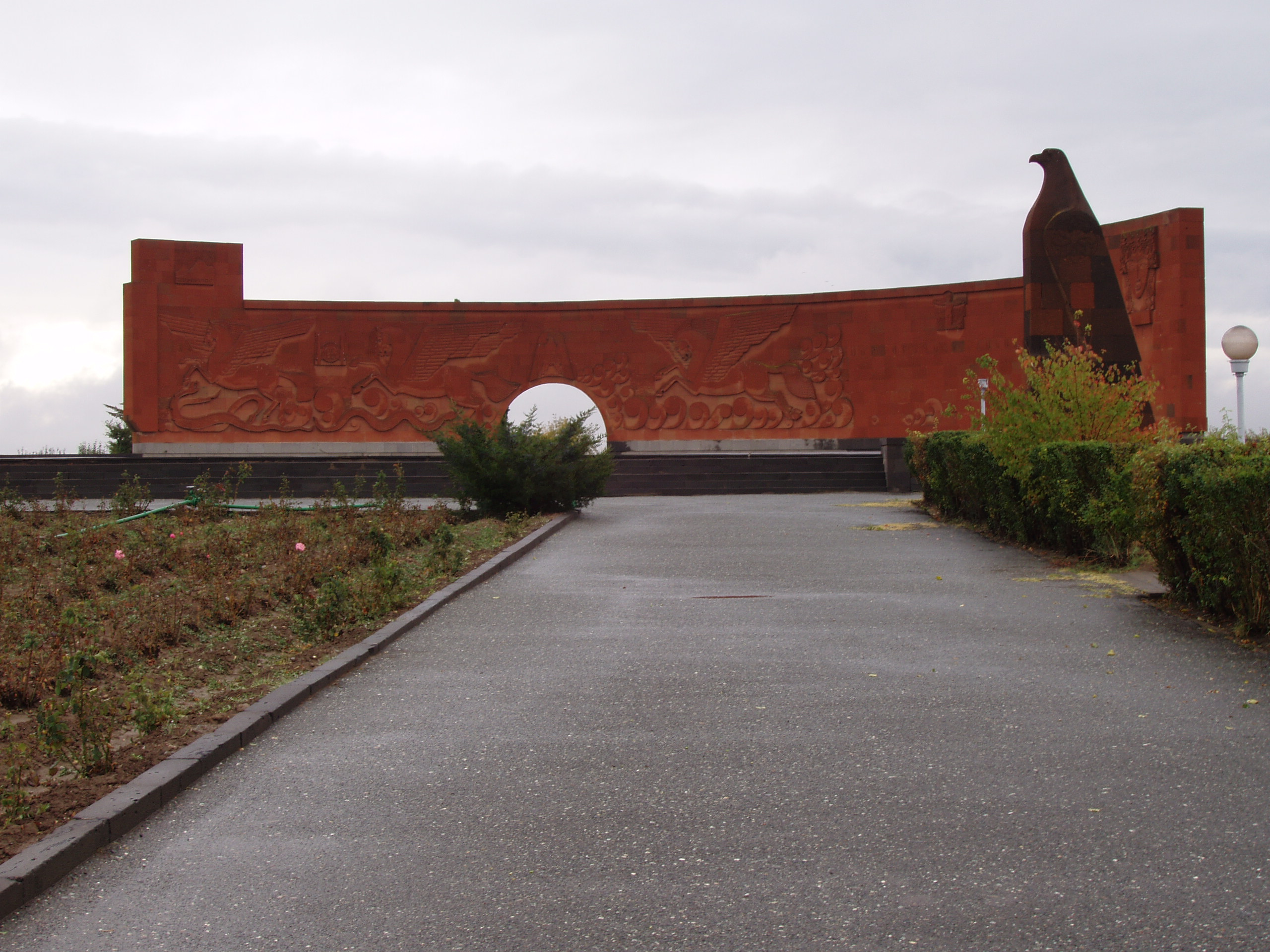

یادبود نبرد ساردارآباد (ارمنی: Սարդարապատի հերոսամարտի հուշահամալիր) (انگلیسی: Sardarapat Memorial) مجموعه بنای یادبود و موزه‌ای است که به یادبود نبرد سارداراباد که در بین ۲۲ تا ۲۶ مه ۱۹۱۸ بین ارمنیان و ترکان عثمانی در گرفت و با پیروزی نیروهای ارمنی پایان یافت و نهایتاً باعث تشکیل نخستین جمهوری ارمنستان در سال ۱۹۱۸ گردید، بنا شده است.

## نگارخانه

بنای یادبود نبرد سارداراباد در آراکس، آرماویر
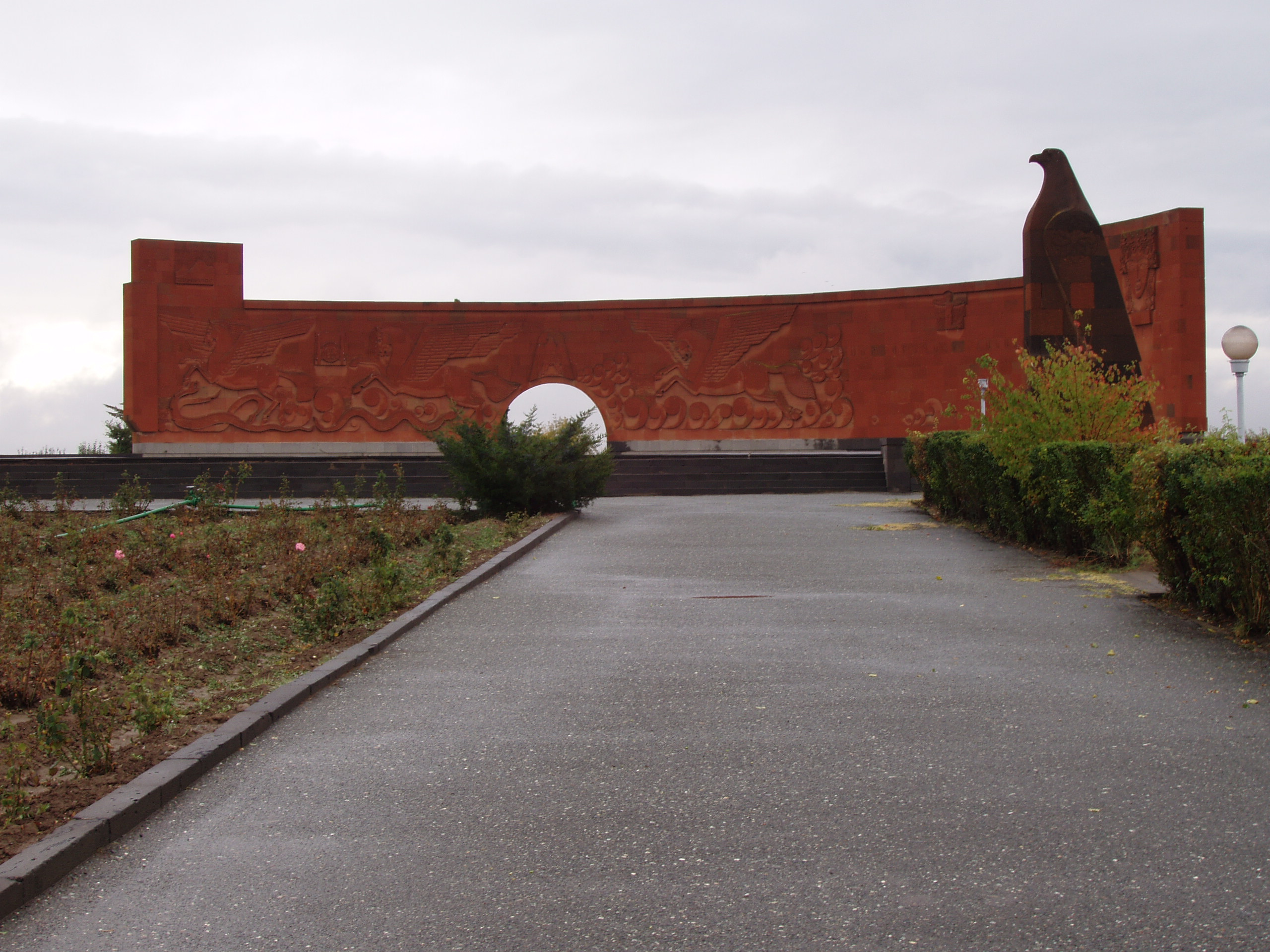
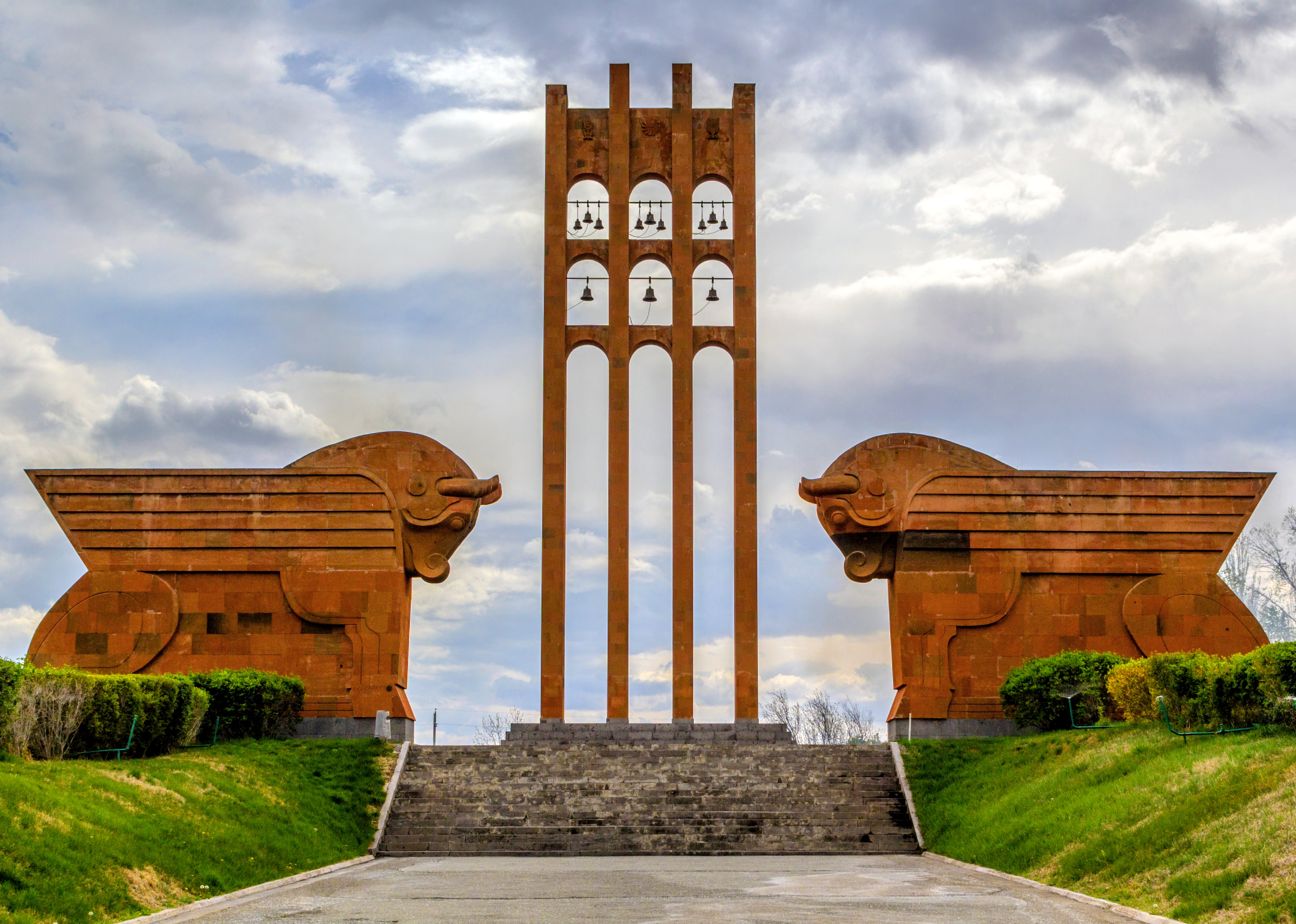
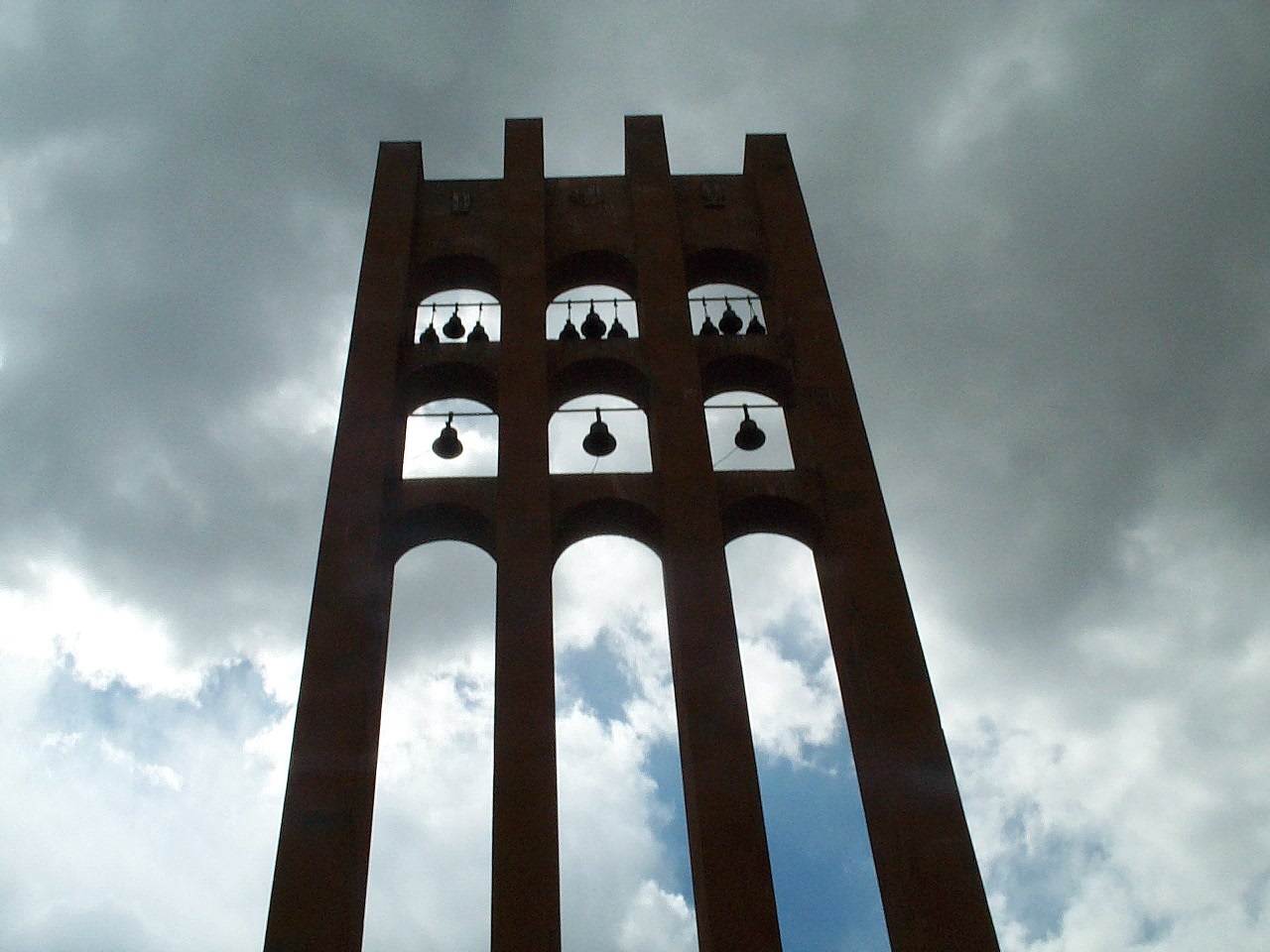
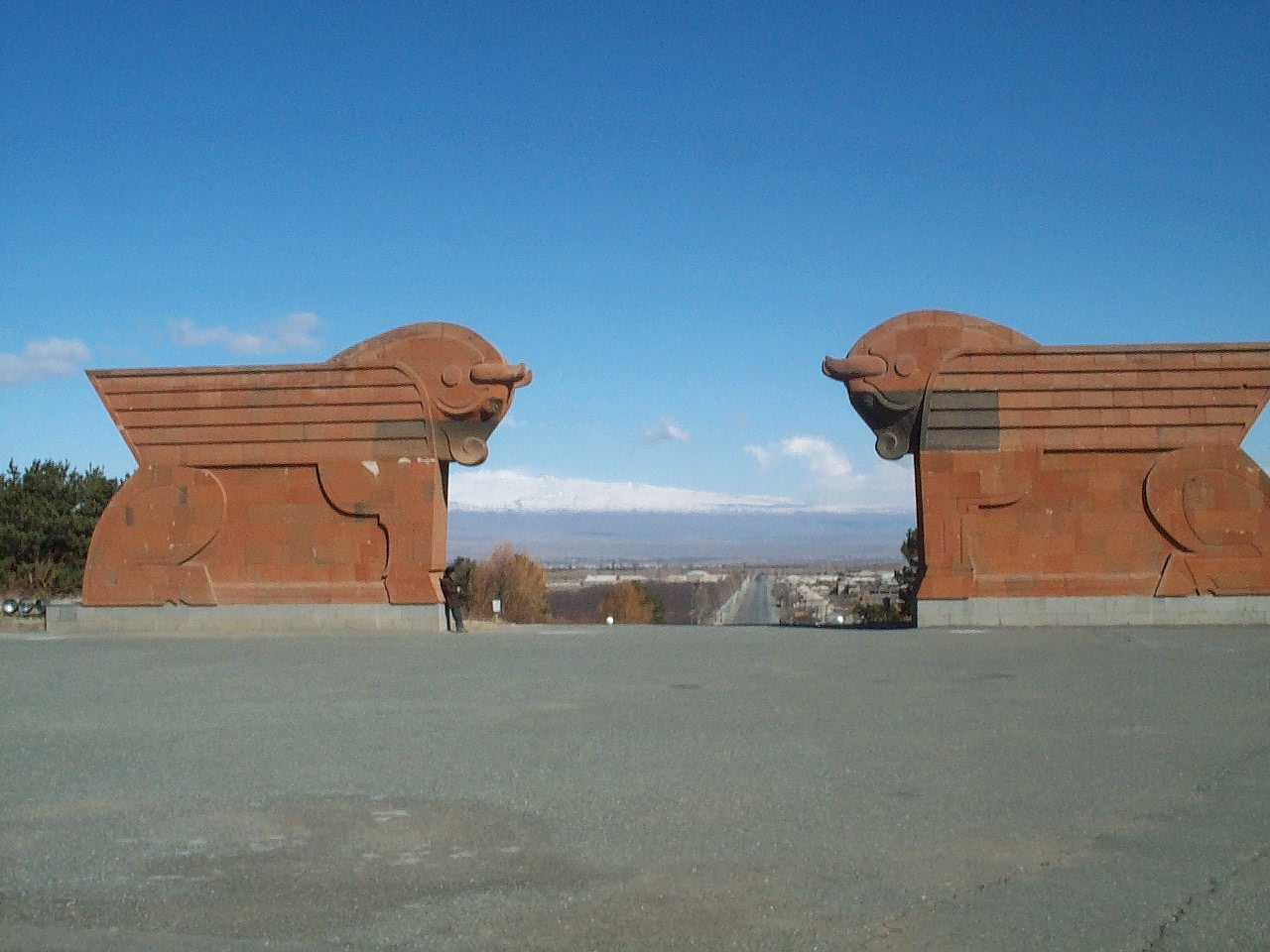
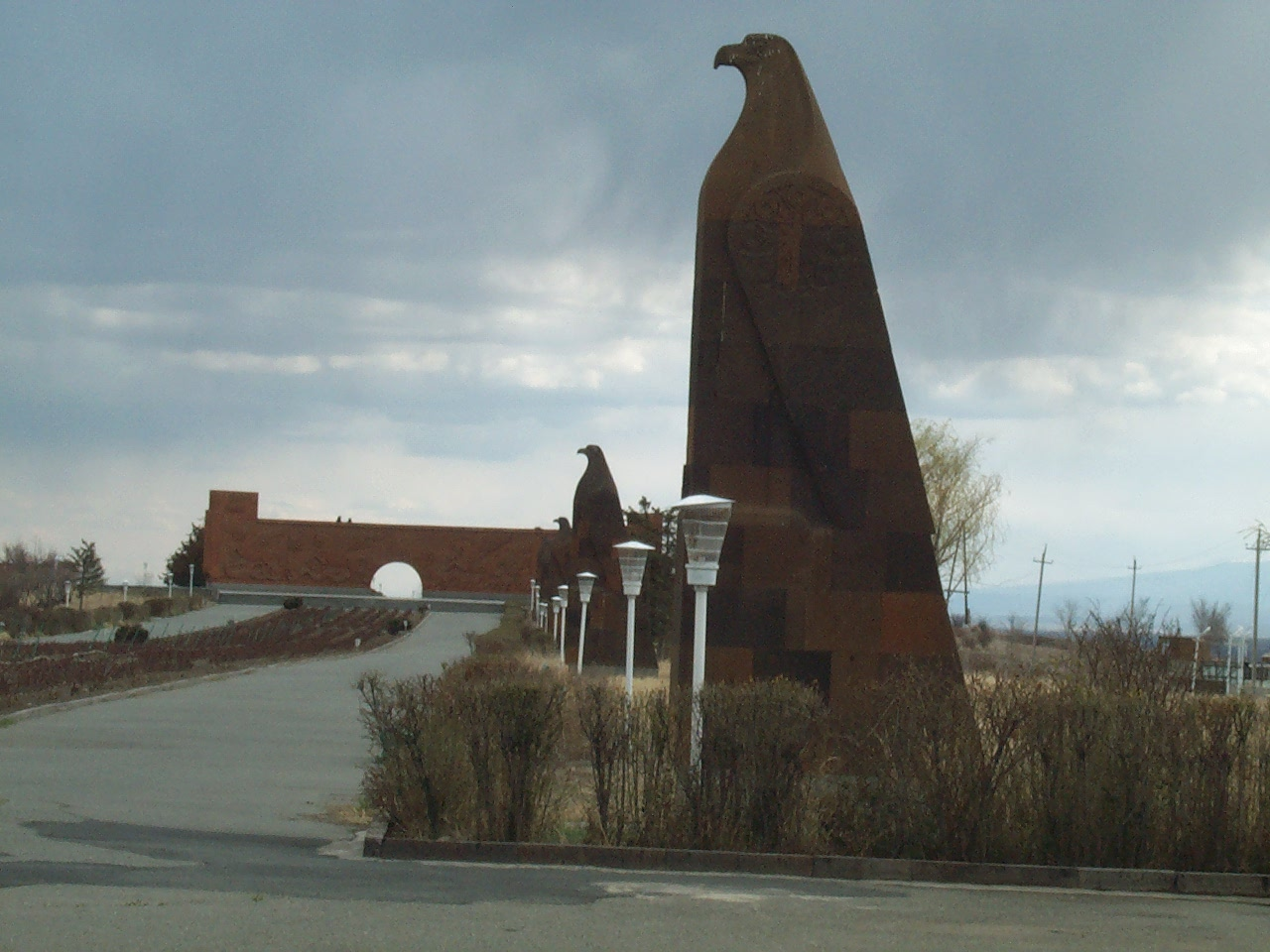
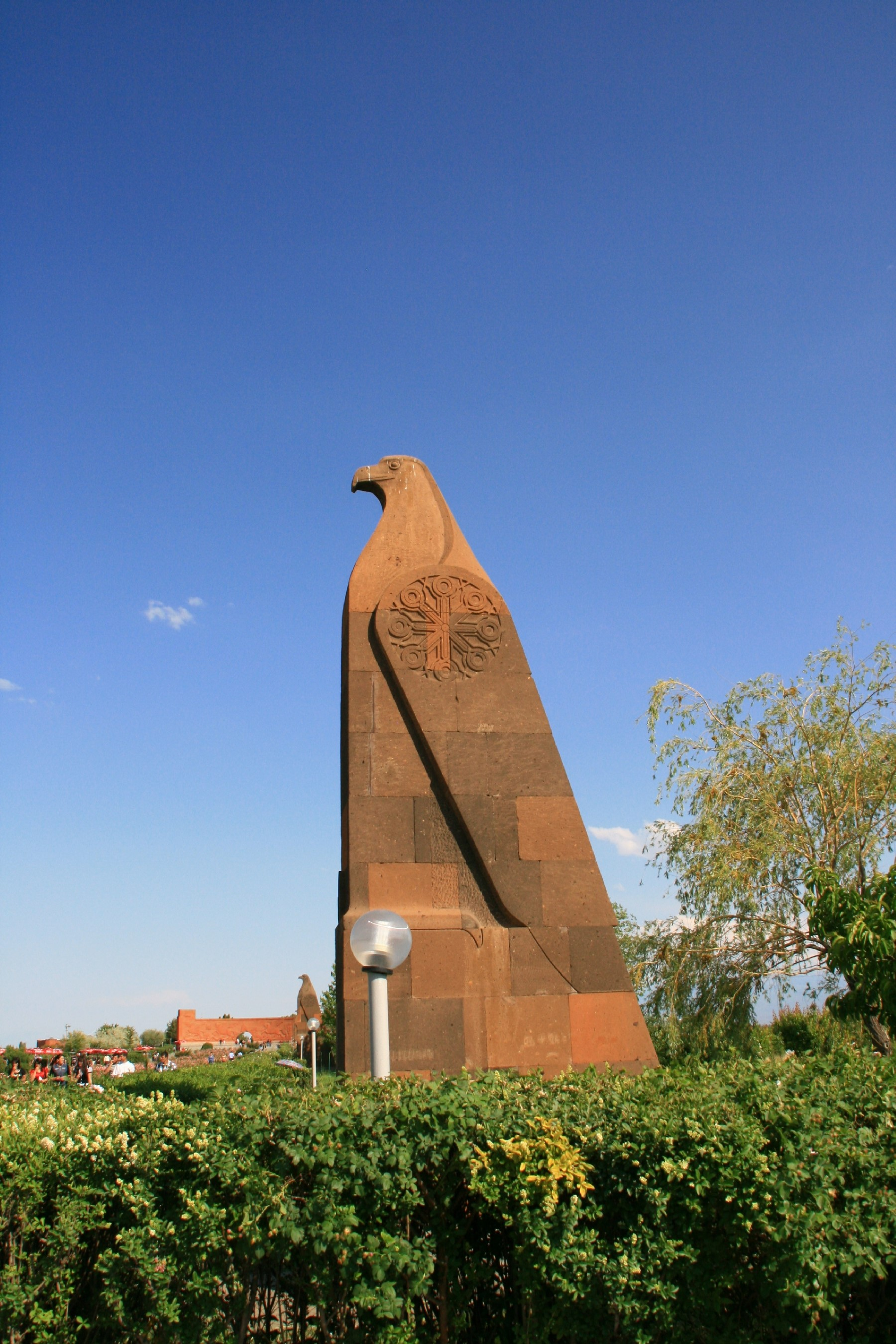
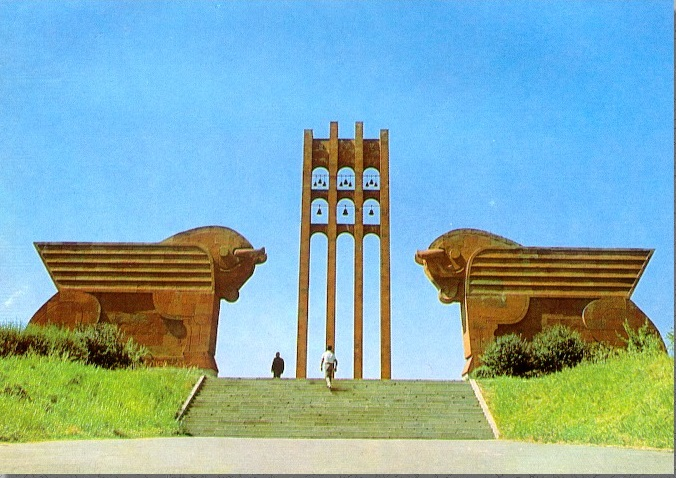
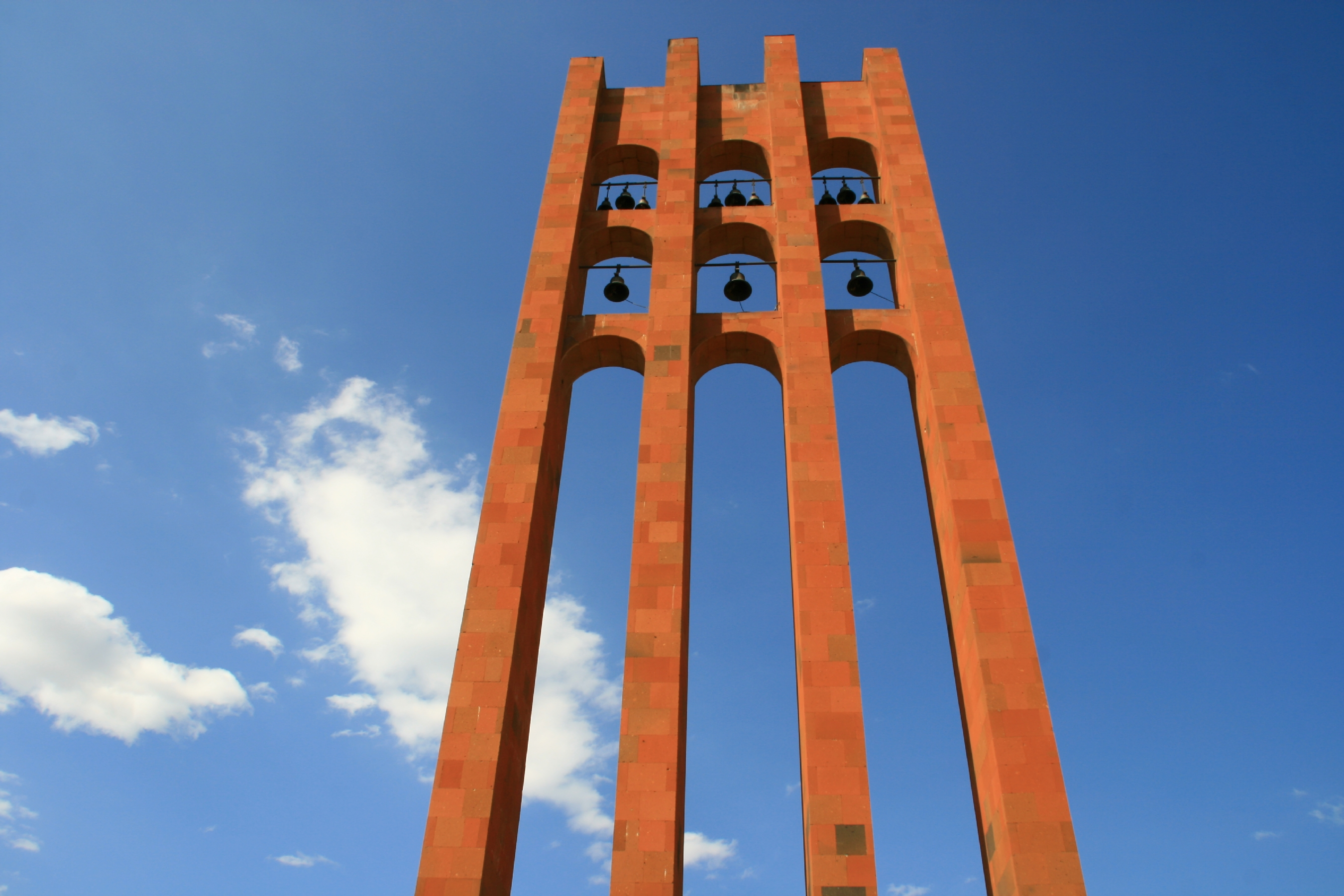
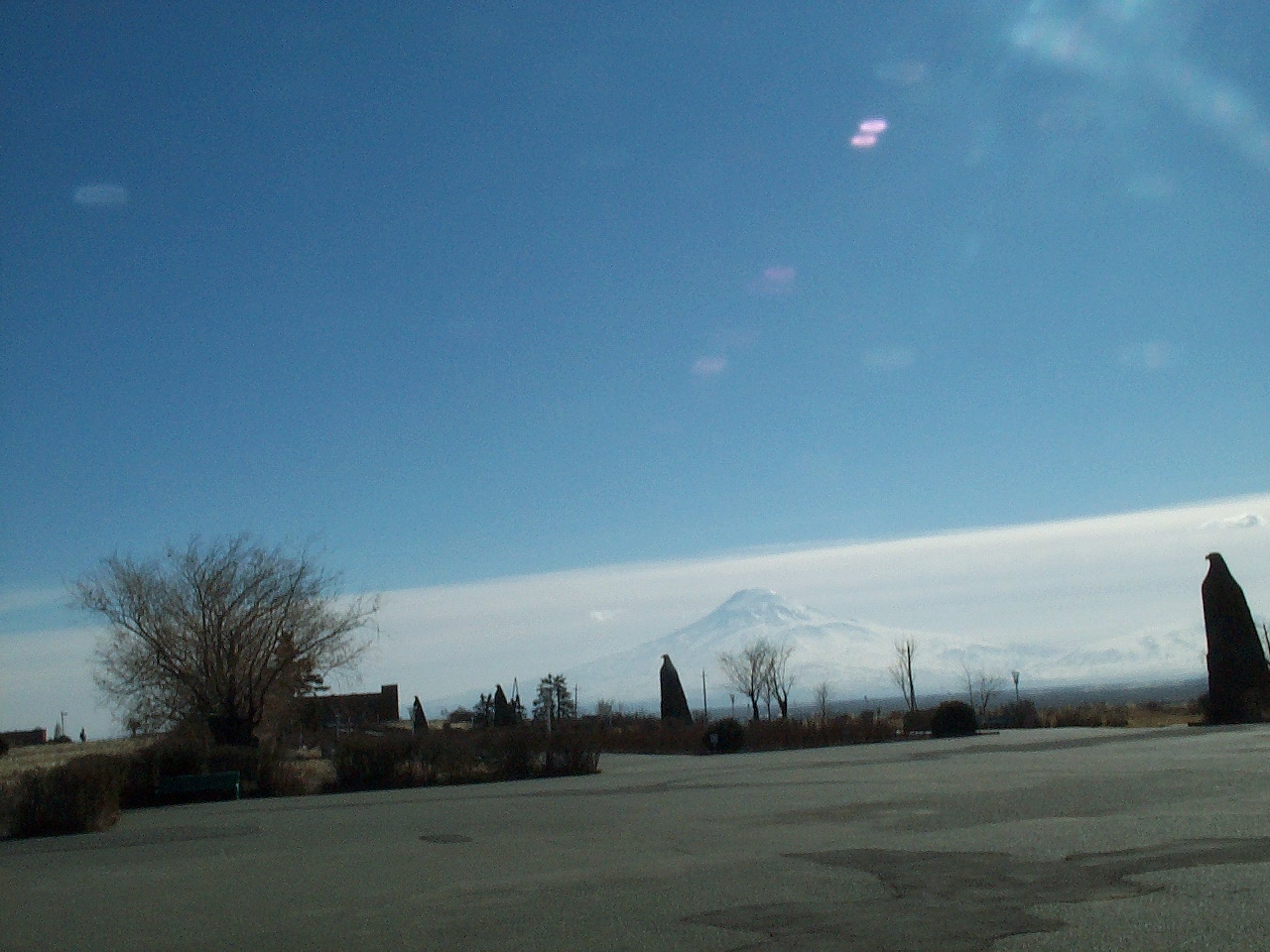